# Pointe du Lamet
A Pointe du Lamet é uma montanha dos Alpes Graios. Situa-se na França (Rhône-Alpes) perto da fronteira França-Itália.

## Classificação SOIUSA
De acordo com a classificação alpina SOIUSA (International Standardized Mountain Subdivision of the Alps) esta montanha é classificada como:
- grande parte = Alpes Ocidentais
- grande setor = Alpes do Sudoeste
- secção = Alpes Graios
- subsecção = Alpes de Lanzo e da Alta Maurienne
- supergrupo = cordilheira Rocciamelone-Charbonnel
- grupo = grupo Roncia-Lamet
- código = I/B-7.I-A.1.b

## Imagens

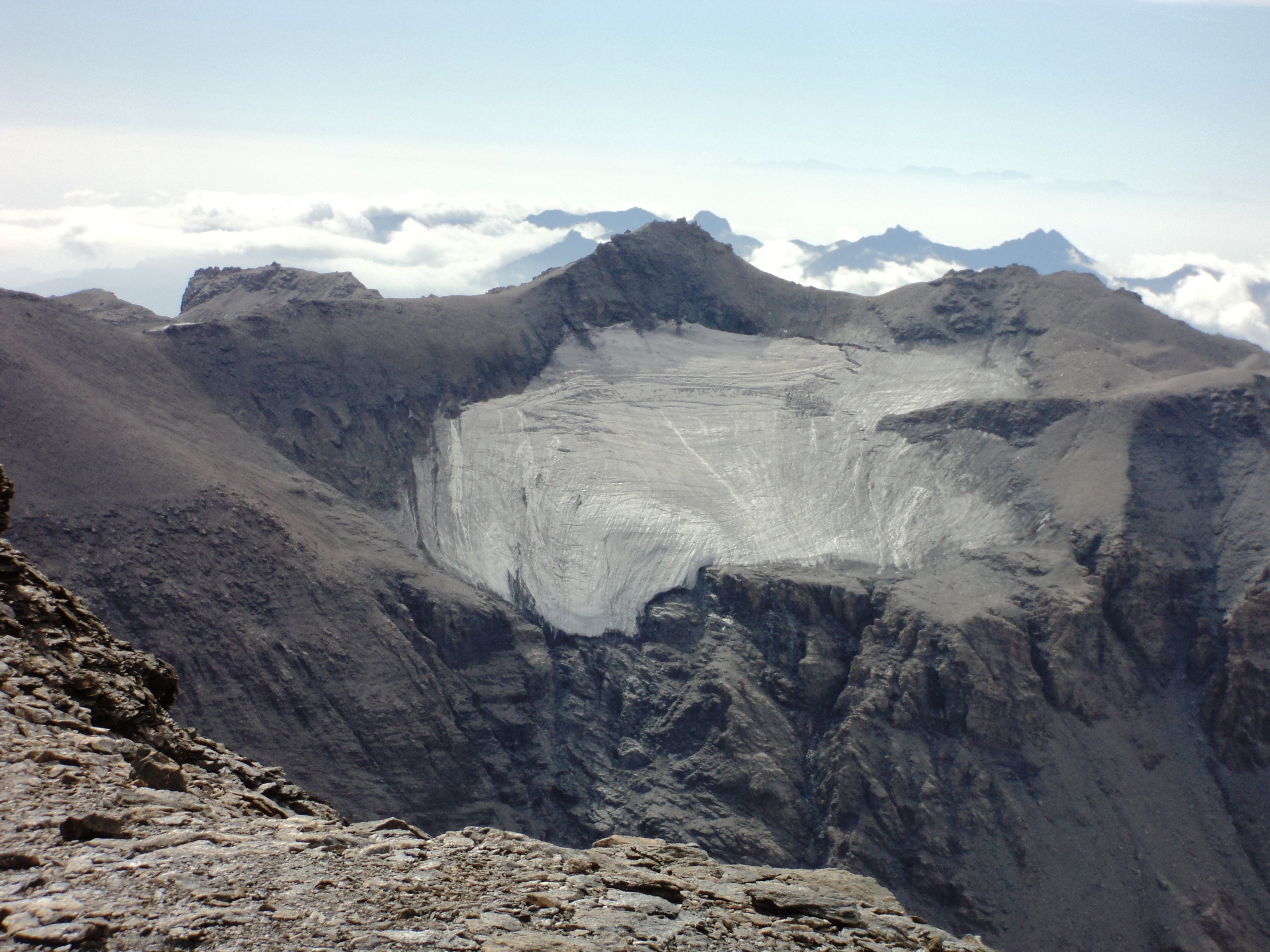
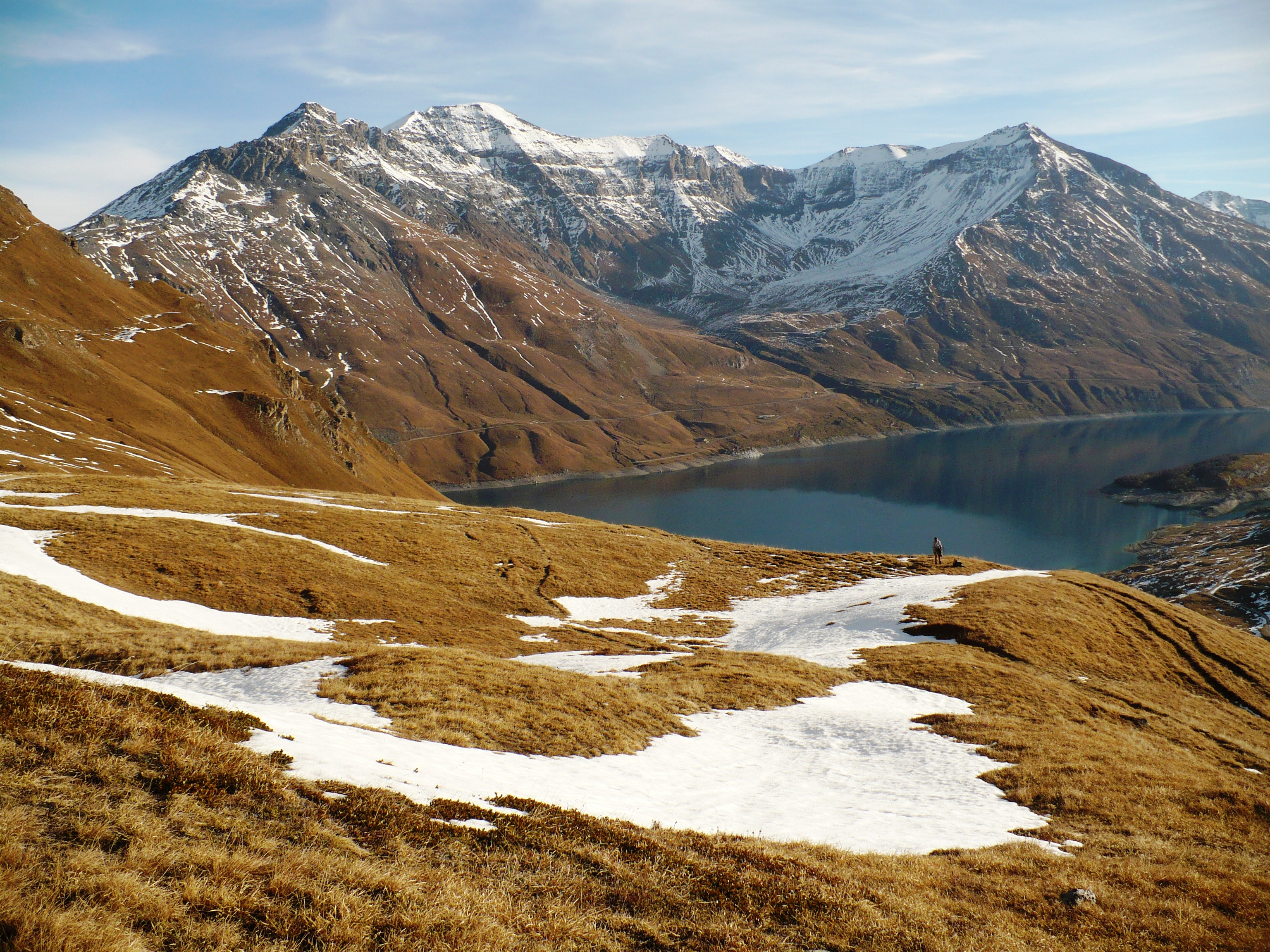